# Edgar Feuchtinger
Edgar Feuchtinger (Metz em 9 de Novembro de 1894 - Berlim, 21 de Janeiro de 1960) foi um General alemão durante a Segunda Guerra Mundial tendo comandado a 21ª Divisão Panzer.

## Biografia
Era um Leutnant no Exército no ano de 1915 onde combateu na Primeira Guerra Mundial 1914-18 em várias unidades de artilharia. Feuchtinger continuou a servir o Exército durante o período de entre-guerras.
No início da Segunda Guerra Mundial, obteve a patente de Oberstleutnant e comandante do Ill./Art. Rgt. 26. Promovido para Oberst em 1 de Agosto de 1940, se tornou um Generalmajor em 1 de Agosto de 1943 e após Generalleutnant em 1 de Agosto de 1944. Durante este período estava no comando do Art. Rgt. 227 (26 de Agosto de 1939) e após a 21ª Divisão Panzer (15 de Julho de 1943).
Foi feito prisioneiro pelos Britânicos em Abril de 1945, sendo libertado mais tarde em 1946 veio a falecer em Berlim em 21 de Janeiro de 1960.

## Condecorações
Foi condecorado com a Cruz de Cavaleiro da Cruz de Ferro (6 de Agosto de 1944) e a Cruz Germânica em Prata (15 de Julho de 1943).